# John Corcoran
John Corcoran, né en 1937, est un auteur américain qui savait à peine lire jusqu'à l'âge de 48 ans. Il a réussi à obtenir des diplômes au lycée et à l'université, et même à travailler comme professeur en lycée et comme agent immobilier, le tout sans être découvert. Utilisant la triche et des astuces pour cacher la réalité, il finit par s'engager dans l'apprentissage de la lecture à 48 ans. 
Il est l'auteur de The teacher who couldn't read, un ouvrage autobiographique. Il a créé sa fondation pour lutter contre l'illettrisme.